# Aleksandar Dragović
Aleksandar Dragović (Viena, Austria, 6 de marzo de 1991) es un futbolista austriaco que juega como defensa en el F. K. Austria Viena de la Bundesliga.
Empezó jugando en el FK Austria Viena, con el que consiguió su primer título nacional. Tres años más tarde fue fichado por el FC Basel, con el ganó cuatro títulos más. En 2013, llegó al Dynamo de Kiev, con el que ganó cinco títulos y en el que permaneció hasta 2016. Después de su paso por el equipo ucraniano, fue traspasado al Bayer Leverkusen y de allí al Estrella Roja.

## Trayectoria

### Inicios y debut en FK Austria Viena
Dragović comenzó su carrera en las categorías inferiores del FK Austria Viena, empezando a jugar para el equipo B en 2007. Un año más tarde, fue llevado al primer equipo y rápidamente se convirtió en una pieza clave del plantel, consiguiendo la Copa de Austria en 2009, lo que sería su primer título nacional. Tras permanecer 3 años en el club austriaco, fue transferido al F.C. Basel en 2011.

### F.C. Basel
Hizo su debut en el equipo suizo en la victoria por 3-0 sobre el FC St. Gallen, al final de la temporada 2010-11 de la Superliga de Suiza. Finalmente, Dragović se quedó con el campeonato local con el FC Basel de esa misma temporada. En junio de 2011, jugó la Uhrencup y ganó el certamen amistoso. Anotó su primer gol en la Superliga de Suiza contra el Servette FC en la victoria por 3-0, el 1 de octubre de 2011. Al culminar la temporada 2011-12 Aleksandar consiguió el doblete, el título de liga y la Copa de Suiza con el Basel.
Durante la temporada 2012-13 de Basel, el equipo perdió su objetivo: la Liga de Campeones de la UEFA. Pero a la vez, clasificaron a la Liga Europa de la UEFA 2012-13 avanzando hasta semifinales. Dragović se perdió sólo la segunda vuelta de la semifinal en Stamford Bridge debido a una suspensión por acumulación de tarjetas amarilla.
En el campeonato nacional jugó 32 de los 36 partidos, marcando tres goles, todos contra el Servete. Al final de esta temporada 2012-13, ganó la liga otra vez y salió subcampeón de la Copa de Suiza.

### Dynamo de Kiev
El 26 de julio de 2013, firmó un contrato de cinco años con el club ucraniano Dinamo de Kiev. En mayo de 2015, Aleksandar ayudó al Dinamo a vencer al Dnipro por 1-0 lo que significó el primer título de liga en seis años.
En noviembre del mismo año, marcó su primer gol en Liga de Campeones de la UEFA, ante el Chelsea en el Stamford Bridge, en el minuo 78, pero el Dinamo terminaría perdiendo ese partido por 2-1. En esa temporada también ayudó al Dinamo a alcanzar las dieciséis participaciones en Liga de Campeones por primera vez en 16 años, quedando eliminado igual por el Manchester City por 1-3 global.

### Bayer 04 Leverkusen
El 22 de agosto de 2016, fue traspasado al Bayer 04 Leverkusen firmando un contrato de cinco años con el club alemán.

## Clubes
| Club                          | País       | Año       |
| ----------------------------- | ---------- | --------- |
| F. K. Austria Viena           | Austria    | 2008-2010 |
| F. C. Basilea                 | Suiza      | 2011-2013 |
| F. C. Dinamo de Kiev          | Ucrania    | 2013-2016 |
| Bayer 04 Leverkusen           | Alemania   | 2016-2021 |
| Leicester City F. C. (cedido) | Inglaterra | 2017-2018 |
| Estrella Roja de Belgrado     | Serbia     | 2021-2024 |
| F. K. Austria Viena           | Austria    | 2024-     |

## Palmarés

### Títulos nacionales
| Título                  | Club                      | País    | Año     |
| ----------------------- | ------------------------- | ------- | ------- |
| Copa de Austria         | F. K. Austria Viena       | Austria | 2008-09 |
| Superliga de Suiza      | F. C. Basilea             | Suiza   | 2010-11 |
| Superliga de Suiza      | F. C. Basilea             | Suiza   | 2011-12 |
| Copa de Suiza           | F. C. Basilea             | Suiza   | 2011-12 |
| Superliga de Suiza      | F. C. Basilea             | Suiza   | 2012-13 |
| Copa de Ucrania         | F. C. Dinamo de Kiev      | Ucrania | 2013-14 |
| Liga Premier de Ucrania | F. C. Dinamo de Kiev      | Ucrania | 2014-15 |
| Copa de Ucrania         | F. C. Dinamo de Kiev      | Ucrania | 2014-15 |
| Liga Premier de Ucrania | F. C. Dinamo de Kiev      | Ucrania | 2015-16 |
| Supercopa de Ucrania    | F. C. Dinamo de Kiev      | Ucrania | 2016    |
| Superliga de Serbia     | Estrella Roja de Belgrado | Serbia  | 2021-22 |
| Copa de Serbia          | Estrella Roja de Belgrado | Serbia  | 2021-22 |
| Superliga de Serbia     | Estrella Roja de Belgrado | Serbia  | 2022-23 |
| Copa de Serbia          | Estrella Roja de Belgrado | Serbia  | 2022-23 |
| Superliga de Serbia     | Estrella Roja de Belgrado | Serbia  | 2023-24 |
| Copa de Serbia          | Estrella Roja de Belgrado | Serbia  | 2023-24 |